# Adoretus suturellus
Adoretus suturellus är en skalbaggsart som beskrevs av Brancsik 1910. Adoretus suturellus ingår i släktet Adoretus och familjen Rutelidae. Inga underarter finns listade i Catalogue of Life.